# Илькуча
Илькуча (укр. Ількуча) — левый приток Снова, протекающий по Сновскому району (Черниговская область, Украина).

## География
Длина — 33 км. Русло реки (отметки уреза воды) в среднем течении (южнее села Лука) находится на высоте 122,8 м над уровнем моря, в верхнем течении (село Тихоновичи) — 131,7 м.
Русло на протяжении всей длины выпрямлено в канал (канализировано) шириной 8 м и глубиной 2 м (в среднем течении шириной 14 м). На реке в верхнем течении создан пруд (село Тихоновичи).
Пойма очагами занята лесами, лугами и заболоченными участками. В среднем течении (правый берег) и нижнем течении протекает через лес соответственно ольхово-берёзовый и сосновый. В среднем течении создана сеть каналов, также примыкают одиночные каналы. В среднем течении примыкает ответвленный канал (шириной 6 м и глубиной 1,5 м) в северном направлении до села Сальное (Сновский район).
Берёт начало восточнее села Тихоновичи (Сновский район). Река течёт на запад, затем — юго-запад. Впадает в Снов севернее села Гвоздиковка (Сновский район).
Населённые пункты на реке (от истока к устью):
Сновский район
1. Тихоновичи
2. Толкачи[2]
3. Илькуча